# BBC Cymru Wales
Би-Би-Си Велс (BBC Cymru Wales, спајање енгл. BBC Wales и вел. BBC Cymru) је огранак Би-Би-Си-ја за Велс. Основан 1964, Би-Би-Си Велс је базиран у Кардифу, и директно запошљава око 1.200 људи за снимање ранга програма за телевизију, радио и онлајн услуге и на енглеском и на велшком језику.

## Услуге

### Телевизија
Би-Би-Си Велс управља са два телевизијска сервиса Би-Би-Си Један Велс и Би-Би-Си Два Велс. Ова два канала емитују варијетет програма на енглеском, укључујући познати програм вести Би-Би-Си Велс данас, који емитује неколико билтена током дана уз главни вечерњи програм. 

### Радио
Би-Би-Си Велс такође управља са две радио станице које покривају целу земљу. Би-Би-Си Радио Велс је мрежа на енглеском језику, која емитује различите локалне програме приближно 20 сати дневно и уживо преноси Би-Би-Си World Service, кад се станица не емитује. Када се не емитује, Радио Велс уживо преноси Би-Би-Си Радио 5 уживо током ноћи.

### Онлајн и интерактивно
Би-Би-Си Велс управља са своја два мини сајта на Би-Би-Си онлајн, а и омогућује и вести и карактеристике за Би-Би-Си онлајн. Даље, вести су такође омогућене за Би-Би-Си Црвено дугме, интерактивни сервис. 

### Би-Би-Си-јев национални оркестар Велса
Би-Би-Си Велс запошљава оркестар за пуно радно време, Би-Би-Си-јев Национални оркестар Велса, који даје концерте у Кардифу, Свонзију и другим крајевима Велса. Већина концерата орекастра је снимљено за емитовање на Би-Би-Си Радију 3, Би-Би-Си Радију Велс и Би-Би-Си Радију Велс на велшком језику.

## Историја
Прво емитовање у Велсу било је 13. фебруара 1923 са радио станице 5WA, која је касније постала део Би-Би-Си Регионалног програма, а 1939 Би-Би-Си Хоум сервиса. Током овог времена, региону се служило из разних база у Велсу. Током Другог светског рата, регионалне услуге су све обустављене и емитовале су се преко Хоум сервиса из Лондона, иако је неки велшки садржај укључен. Би-Би-Си Бангор база била је домаћин Би-Си Варајети одељењу током рата, иако ова чињеница никад званично није објављена.